# 孤独の影
「孤独の影」（Games People Play）は、ジョー・サウスが作詞作曲し、1968年8月にシングルとして発表した楽曲。同年11月発売のアルバム『Introspect』に収録された。
ビルボード・Hot 100で12位を記録。各国のチャートの記録は以下のとおり。イギリス12位、カナダ7位、アイルランド4位、西ドイツ11位、オーストリア6位、オランダ8位、南アフリカ1位。
1970年3月に開催された第12回グラミー賞において、最優秀楽曲賞と最優秀コンテンポラリー楽曲賞を受賞した。また、キング・カーティスのカバー・バージョンが最優秀リズム・アンド・ブルース・インストゥルメンタル・パフォーマンス賞を受賞した。

## カバー・バージョン
- フレディ・ウェラー - 1969年のシングル。ビルボードのカントリー・チャートの2位を記録。
- キング・カーティス - 1969年のシングル[2]。アルバム『Instant Groove』に収録。デュアン・オールマンのコンピレーション・アルバム『An Anthology』にも収録された。
- ペトゥラ・クラーク - 1969年のアルバム『Portrait of Petula』に収録。
- リン・アンダーソン - 1969年のアルバム『At Home with Lynn』に収録。
- ワンダ・ジャクソン - 1969年のアルバム『Wanda Jackson in Person - Recorded Live at "Mr. Lucky's" in Phoenix, Arizona』に収録。
- トリニ・ロペス - 1969年のアルバム『The Trini Lopez Show - Original TV Special Sound Track』に収録。
- ザ・トレメローズ - 1969年のアルバム『The Tremeloes Live in Cabaret』に収録。
- ドリー・パートン - 1969年のアルバム『My Blue Ridge Mountain Boy』に収録。
- ザ・ステイプル・シンガーズ - 1969年のアルバム『We'll Get Over』に収録。
- クロード・フランソワ - 1969年のアルバム『Un monde de musique』に収録。フランス語詞。タイトルは「Jeu dangereux」。
- ザ・ベンチャーズ - 1969年のアルバム『ハワイ・ファイブ・オー』に収録。
- リー・ドーシー - 1970年のアルバム『イエス・ウィ・キャン』に収録。
- ブレンダ・リー - 1970年のアルバム『Memphis Portrait』に収録。
- ディオンヌ・ワーウィック - 1972年のアルバム『From Within』に収録。
- アイク&ティナ・ターナー - 1972年のシングル。
- インナー・サークル - 1994年のシングル。